# José Luis Martínez López-Muñiz
José Luis Martínez López-Muñiz (Valladolid, 1944) es un jurista y catedrático español.

## Biografía
Licenciado en Derecho por la Universidad de Navarra en 1966, tras cursar los cuatro primeros años de la licenciatura en la Universidad de Valladolid. Doctor en Derecho por la Universidad de Oviedo en 1971 con la tesis "Los consorcios en el Derecho español: análisis de su naturaleza jurídica". Ingresó en el Cuerpo de Profesores Adjuntos de Universidad –luego de Profesores Titulares- en diciembre de 1974. En 1988 obtuvo la cátedra de Derecho Administrativo en la Facultad de Derecho de la Universidad de Valladolid.
Ha dictado cursos o conferencias en instituciones universitarias o foros y congresos en un amplio número de países de Europa (Francia, Bélgica, Holanda, Alemania, Suiza, Italia, Inglaterra y Portugal) y de América (Argentina, Chile, Perú, Ecuador, Brasil, México, Puerto Rico y Estados Unidos). Profesor visitante en la Universidad Paris V y en la Academia de Derecho Constitucional de Túnez, fue Visiting Scholar en 2009-2010 en la Boston University (USA) y fue nombrado profesor honorario de la Facultad de Derecho de la Universidad de Piura (Perú) en 2010.
Ha formado y forma parte de diversos consejos y comités científicos y de asesoramiento. Formó parte del grupo fundador de la Asociación Española de Profesores de Derecho Administrativo de cuya Directiva ha sido miembro desde su fundación en 2005 hasta 2013. Académico de número de la Real Academia de Legislación y Jurisprudencia de
Valladolid desde 2009. Por designación del Congreso de los Diputados y del Senado, fue sucesivamente vocal de la Junta Electoral Central de España (1991-1994) y miembro del Consejo de Universidades (1994-2003), luego Consejo de Coordinación Universitaria (2003-2007). Fue condecorado con la medalla de bronce del Principado de Asturias por su participación en la redacción de su Estatuto de Autonomía en 1979-1980. 
En 2015, pasó a ser Catedrático emérito de la Universidad de Valladolid y en 2017, fue nombrado Profesor honorífico vitalicio por la misma universidad. En 2019, le fue otorgado el doctorado honoris causa por la Universidad de Piura (Perú) y la Cruz Distinguida de Primera Clase de la Orden de San Raimundo de Peñafort.
Autor de varios libros y un par de centenares de artículos y colaboraciones en obras colectivas y revistas españolas y de otros países, sobre temas de Derecho
administrativo, constitucional y comunitario europeo, destacadamente en cuanto a las bases mismas del Derecho administrativo y su garantía constitucional, la distinción
entre el Derecho público y el privado, la integración europea, las intervenciones públicas en la economía, los contratos públicos, la organización territorial autonómica,
la Administración local, o los derechos fundamentales y su protección jurisdiccional, especialmente en relación con el derecho a la educación. Ha dirigido una veintena de tesis doctorales.

## Distinciones
- Profesor honorario (Universidad de Piura, 2010)
- Profesor honorífico vitalicio (Universidad de Valladolid, 2017)
- Doctor honoris causa (Universidad de Piura, 2019)
- Cruz Distinguida de Primera Clase de la Orden de San Raimundo de Peñafort (2019)